# Ágios Sóstis (Tínos)
Ágios Sóstis, en grec moderne : Άγιος Σώστης, est un village de l'île de Tínos, en Égée-Méridionale, Grèce. 
Selon le recensement de 2011, la population du village s'élève à 86 habitants.